# 車輪銀河
車輪銀河（英: Cartwheel Galaxy）はレンズ状銀河の一つ。ちょうこくしつ座方向の5億光年先にある。直径約15万光年。

## 特徴
元々はごく普通の銀河であったが、近くの銀河が中央部に衝突したため、新たな恒星が次々と誕生して明るい模様ができた。ただし、銀河を構成する恒星の密度は非常に小さいため、銀河同士が衝突しても星の衝突が起こることはめったにない。恒星間を漂うガスが衝突して巨大なエネルギーが生まれ、恒星の誕生につながったものである。
車輪銀河は衝突によって楕円形にひずんでいる。銀河同士の衝突でひずみが発生することは、コンピュータシミュレーションでも確認されている。

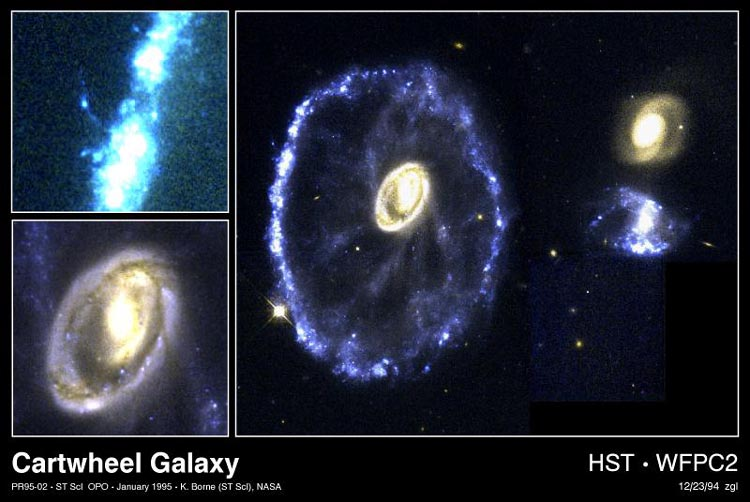
銀河衝突の正面方向からみた写真。NASAのハッブル宇宙望遠鏡撮影。この写真の色は実際のものである。